# Transcripción eléctrica

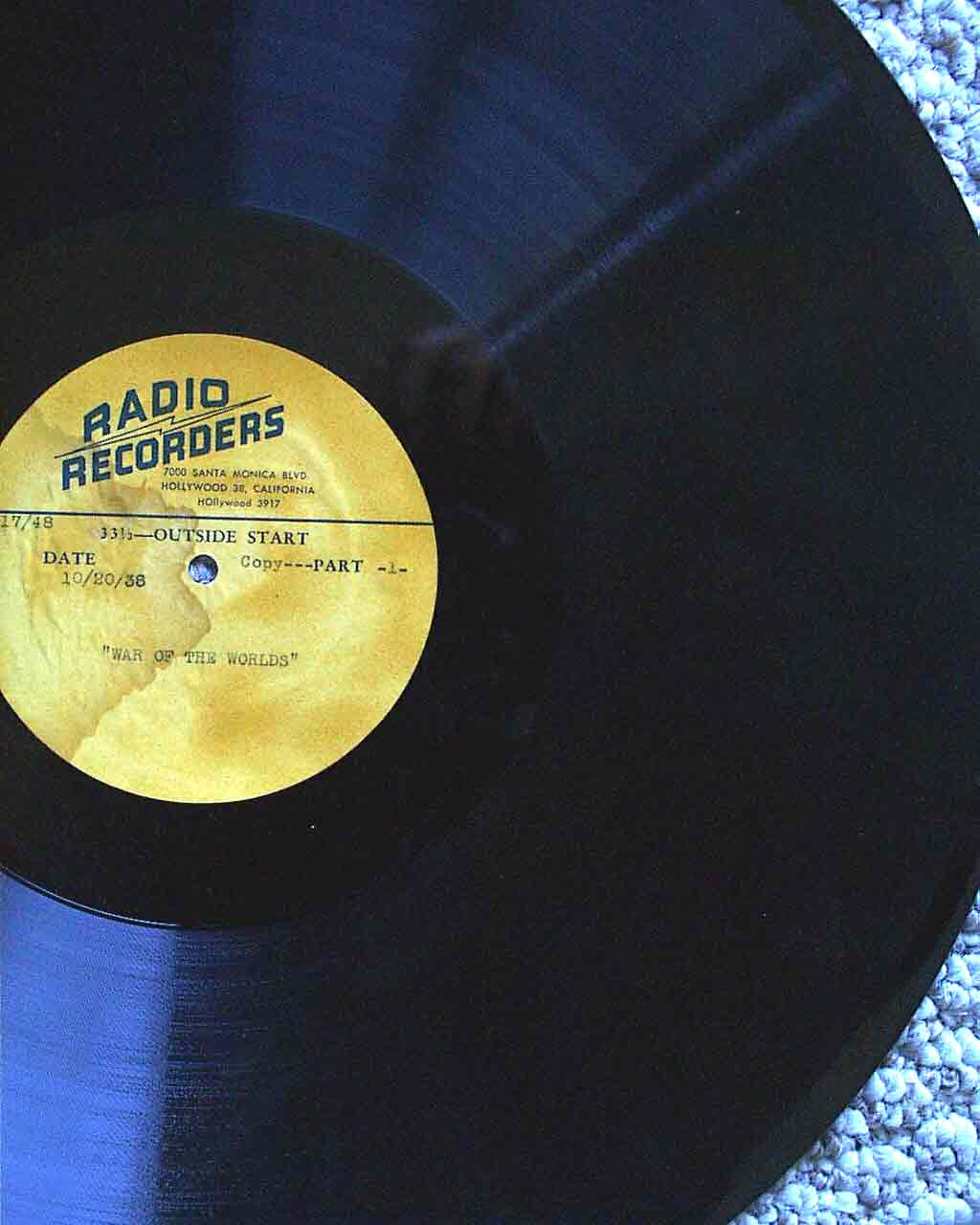
Disco de transcripción eléctrica de La guerra de los mundos emitida por Orson Welles. Copia "doblada", creada diez años después de la emisión original

Se denomina transcripciones eléctricas a un tipo especial de discos fonográficos grabados exclusivamente para su radiodifusión, que fueron ampliamente utilizados durante la "era dorada de la radio". Sirvieron para poder disponer de todo tipo de contenidos sonoros utilizados en las emisoras de radio, tales como sintonías, melodías publicitarias (denominadas jingles en inglés), anuncios y mensajes comerciales, piezas musicales o programas completos, especialmente en las estaciones locales afiliadas a las grandes cadenas de radio.
Físicamente, las transcripciones eléctricas se parecen mucho a los populares durante décadas discos LP. Sin embargo, se diferencian de las grabaciones orientadas al consumidor en que se distribuyeron a las emisoras de radio con el propósito de ser transmitidas y no para su venta al público. Tenían un audio de mayor calidad que el disponible en las grabaciones al alcance de los consumidores, en gran parte porque tenían menos artefactos sonoros que las grabaciones comerciales.

## Aparición de las transcripciones eléctricas
Las transcripciones eléctricas se hicieron prácticas con el desarrollo del sistema de grabación eléctrica, que reemplazó el método de grabación puramente mecánico original de Thomas Alva Edison a mediados de la década de 1920. Los  Laboratorios Marsh de Chicago comenzaron a producir grabaciones eléctricas en su modesto sello Autograph en 1924, pero fue la tecnología superior de Western Electric, adoptada por las principales discográficas como Victor y Columbia en 1925, lo que lanzó el entonces nuevo método basado en micrófonos para su uso general en la industria de la grabación.
La WOR de la ciudad de Nueva York, se convirtió en una de las primeras estaciones de radio en transmitir transcripciones, a partir de 1929. Siguieron otras estaciones, hasta que más de 100 lo hicieron, en gran parte porque "este nuevo tipo de grabación hizo la programación más flexible y con mejor sonido". Generalmente se le atribuye a John R. Brinkley (un falso doctor perseguido por sus prácticas médicas fraudulentas, metido a empresario radiofónico) el mérito de ser el primero en proporcionar transcripciones eléctricas para utilizarse en las estaciones de radio. Curiosamente, su uso surgió cuando las agencias del gobierno federal le impidieron cruzar de México a Estados Unidos para usar las líneas telefónicas con el fin de conectarse a las estaciones de radio estadounidenses de forma remota. "Brinkley comenzó a grabar ... en discos de transcripción eléctrica y los enviaba al otro lado de la frontera para su posterior transmisión".
WOR usó transcripciones para repetir determinadas transmisiones de programas. En 1940, por ejemplo, se volvieron a emitir actuaciones grabadas de las orquestas de Glenn Miller y de Kay Kyser, así como episodios de las series "The Goldberg" y "Sherlock Holmes".
"Las transcripciones eléctricas fueron indispensables desde mediados de los años 30 hasta finales de los 40", escribió el Dr. Walter J. Beaupre, quien trabajó en la radio antes de convertirse en académico.

## Servicios de transcripción
A medida que creció la demanda de transcripciones de las estaciones de radio, surgieron empresas especializadas para satisfacer esa demanda. En octubre de 1933, 33 empresas competían en el campo de la producción de transcripciones, como Langlois & Wentworth, Inc., RCA Thesaurus, SESAC, World Broadcasting System, Ziv Company o la Associated Broadcasting Company, una antigua división de Muzak Corporation (Muzak vendió sus estudios de Manhattan, pero no el servicio de transcripción, a RCA Records en 1951). La suscripción a un servicio de transcripción importante significaba que una estación de radio recibía un grupo inicial de transcripciones, más una serie de nuevos discos emitidos periódicamente y una licencia, que permitía la emisión del material grabado. Normalmente, una emisora no era propietaria de los discos, y "se alquilaban durante el tiempo que [la] estación pagaba las tarifas necesarias". Esas tarifas normalmente oscilaban entre los 40 y los 150 dólares por semana para ocho programas de 15 minutos.
Los clientes de las transcripciones eran principalmente las estaciones más pequeñas. Brewster y Broughton, en su libro "Last Night a DJ Saved My Life", escribieron que "(las transcripciones) disminuyeron la dependencia del locutor/disc jockey´, y debido a que se producían específicamente para su transmisión, evitó los litigios de las compañías discográficas". Citan a Ben Selvin, quien trabajaba para una empresa de transcripción, diciendo: "La mayoría de las estaciones no podían pagar las orquestas y producciones que se incluían en los programas de radio de una cadena, por lo que suministramos a casi 300 estaciones transcripciones que con frecuencia, pero no siempre, contaban con las bandas y vocalistas más populares". Un eslogan utilizado en un anuncio de un servicio de transcripción bien podría haberse aplicado a la industria en su conjunto, "TRANSCRIBIR ... para que los anunciantes de todo el mundo puedan tener 'radio en su mejor momento comercial'".
Un anuncio de 1948 para el servicio de transcripción World Broadcasting System contenía una carta que elogiaba a la empresa. S.A. Vetter, asistente del propietario de las estaciones WWPB, AM y FM en Miami, Florida, escribió: "Te interesará saber que considero la compra de World Feature Library como la mejor adquisición que he realizado en mis veintiún años en la radio de Miami". 
La popularidad de algunos catálogos de grabaciones se muestra en otro anuncio de 1948, en el que Standard Radio Transcription Services, Inc. se jactaba de su biblioteca de programas estándar "presta servicio a más de 700 estaciones". Ese mismo año, un anuncio de otro servicio de transcripción, World Broadcasting System, decía, "más de 640 estaciones usan ahora esta gran biblioteca mundial". Otra empresa de suministros, Associated Program Service, anunció su catálogo de transcripciones como "no la fecha habitual de grabación de una sola ocasión ... ni un disco rutinario o dos ... sino la continuidad real de la interpretación ... un suministro fiable y constante de música fresca ... gran variedad de títulos".
Entre las empresas que prestaban servicios de transcripción se encontraban las propias cadenas de radio. La NBC comenzó su servicio de transcripción eléctrica en 1934. Lloyd C. Egner, gerente de transcripciones eléctricas en NBC escribió que con el Servicio de Programa Grabado Sindicado de la NBC (más tarde llamado Biblioteca de Tesauros RCA/NBC) la compañía buscaba "poner a disposición de las estaciones asociadas con la NBC nuestros amplios recursos de programación para contribuir a mejorar las ventas publicitarias entre los anunciantes locales desde sus instalaciones". Además, se afirmaba que "cada serie de programas… estará tan completamente programada como si fuera para un cliente de la red. En otras palabras, estarán diseñadas para vender el producto o servicio de un patrocinador". Un anuncio de 1948 para el servicio de la NBC proclamaba que "ahora, 25 programas mejor diseñados para una mejor programación a menor costo", y agregaba que el material de la compañía había sido "programado y probado en más de 1000 estaciones de radio". CBS también tenía una división de transcripción, Columbia Recording Corporation.
Se les atribuye a Freeman Gosden y a Charles Correll el mérito de ser los primeros en producir transcripciones eléctricas de sus intervenciones. En 1928, comenzaron a distribuir su programa Amos 'n' Andy entre estaciones distintas a su estación 'local', la WMAQ de Chicago, utilizando discos de 12 pulgadas y 78 RPM que proporcionaban dos segmentos de cinco minutos con una pausa comercial entre ambos.
Un historiador del audio escribió que: "Se desarrollaron nuevos métodos de reproducción electrónica y material de grabación mejorado que producía muy poco ruido de fondo ... a finales de la década, el uso de música antigua de fonógrafo había sido reemplazado en gran parte por la nueva transcripción eléctrica ... con la fidelidad disponible, era difícil distinguir una transcripción y el artista original". Un anuncio de 1948 para un fabricante de discos promocionaba el uso de transcripciones en la Voz de América, señalando que "una parte sustancial de estos programas diarios se graba, y debido a la excelente calidad de estas transcripciones, tales partes grabadas no se pueden distinguir de las transmisiones en vivo".
Antiguamente, las transcripciones eléctricas se usaban a menudo para grabar programas en la radio. Usando una velocidad de grabación de 331⁄3 revoluciones por minuto (en contraste con la velocidad de 78 RPM que era entonces estándar para los registros para uso doméstico), podían almacenarse 15 minutos de material sonoro en una cara de una transcripción típica de 16 pulgadas de diámetro. Por el contrario, los registros de 78 RPM disponibles en el mercado duraban solo de 3 a 4 minutos por cara y "tenían una respuesta de frecuencia muy pobre".
Capitol Records, más conocida por sus populares grabaciones, también contaba con un servicio de transcripción. Un anuncio en la publicación comercial Broadcasting preguntaba en un titular si el lector estaba "encontrando difícil vender tiempo (de emisión)". El texto del anuncio hacía mención a 3000 canciones (se agregaron más mensualmente), de Peggy Lee, Jan Garber, Johnny Mercer y otras "estrellas principales", y añadía que "más de 300 estaciones ya lo usan".
Otra fuente afirma que "a finales de la década de 1930, los servicios [de transcripción] habían creado un mercado de 10 millones de dólares".
La programación de los servicios de transcripción no se limitaba a la música. El misterio, el drama y otros géneros se distribuyeron mediante transcripción. Al menos dos dramas transcritos, I Was a Communist for the FBI y Bold Venture, se distribuyeron entre más de 500 estaciones. Las ofertas de transcripción de la NBC incluyeron Aunt Mary (una telenovela), The Haunting Hour (un misterio psicológico), The Playhouse of Favorites (un drama) y Modern Romances.

## Uso por anunciantes
Los anunciantes encontraron útiles las transcripciones eléctricas para distribuir sus mensajes a las estaciones locales. Se dice que la publicidad radiofónica comenzó en la década de 1930. "Los anuncios publicitarios se produjeron y distribuyeron fácilmente por todo el país mediante transcripción eléctrica", como una alternativa a la publicidad simultáneamente radiada desde una cadena de emisoras. En 1944, se estimó que el segmento de transcripción eléctrica de jingles tenía un valor anual de 10 millones de dólares.

## Beneficios para los artistas
Las transcripciones resultaron ventajosas para los intérpretes, especialmente para los músicos de la época de las Big band. El uso de transcripciones contribuyó a que llegaran a amplios sectores de la sociedad a través de la radio, mientras realizaban apariciones en persona delante de otras audiencias. Además, cuantas más estaciones usaban sus transcripciones, más aumentaba la audiencia de su música. Un artículo en una edición de 1946 de la revista Radio Mirror, señaló que: "El acuerdo de transcripción de Bing Crosby con Philco ha provocado una avalancha de otros artistas de radio codiciados solicitando acuerdos de naturaleza similar. Las ventajas de un acuerdo de este tipo incluyen más tiempo libre y disposiciones corporativas para aliviar sus costos de impuestos".
La grabación de jingles comerciales para anuncios publicitarios se convirtió en una importante fuente de ingresos para artistas y escritores. En 1944, Cliff Edwards recibió 1500 dólares por grabar una canción de 30 segundos para el anuncio de una goma de mascar.

## Uso gubernamental de transcripciones
La Segunda Guerra Mundial trajo un nuevo uso para las transcripciones eléctricas: el almacenamiento de material sonoro para transmitirlo a los miembros del ejército. La American Forces Network comenzó a usarlas durante la guerra y continuó haciéndolo hasta 1998. Más de 300.000 de sus discos de transcripción eléctrica están almacenados en una colección en la Biblioteca del Congreso de Estados Unidos.
Las transcripciones "se usaban a menudo para ... programas emitidos por el gobierno que se enviaban a las estaciones individuales para su transmisión en las fechas elegidas. Los programas de reclutamiento para las ramas del servicio militar llegaban en esos discos ... el Gobierno federal de los Estados Unidos envió muchos programas durante la guerra en forma de transcripciones eléctricas."
Durante la guerra, el gobierno federal, junto con el Intercollegiate Broadcasting System, proporcionó "aproximadamente ocho programas transcritos de 15 minutos cada semana a cada una de ... las 35 estaciones universitarias". El Departamento de Guerra de los Estados Unidos, el de la Armada, el del Tesoro y la Oficina de Educación contribuyeron a la producción de programas relacionados con el esfuerzo bélico, como "The Treasury Star Parade" (El desfile de las estrellas del Tesoro) y "You Can't Do Business with Hitler" (No puedes hacer negocios con Hitler).
La Voz de América también usó transcripciones, y un fabricante de discos señaló en un anuncio que "Una parte sustancial de estos programas diarios se graba ...".

## Otros usos notables
La prohibición a las redes de emitir material pregrabado se levantó temporalmente con motivo del accidente de la aeronave Hindenburg en Lakehurst, Nueva Jersey, el 6 de mayo de 1937. Se permitió que una grabación del accidente realizada para la estación de radio WLS de Chicago por el locutor Herbert Morrison se transmitiera en cadena por la NBC. Este es la conocida grabación en la que se le oye decir: "oh, the humanity" (¡oh, la humanidad!), que generalmente es escuchada solo como un breve extracto y se reproduce a una velocidad que difiere significativamente de la velocidad de grabación original, lo que hace que la voz de Morrison suene anormalmente aguda y excesivamente frenética. Cuando se escucha en su totalidad y a la velocidad correcta, el informe sigue siendo un documento dotado de una gran expresividad.
Las grabaciones de transcripción de las principales redes de radio estadounidenses se volvieron algo común durante la Segunda Guerra Mundial, ya que el Servicio de Radio de las Fuerzas Armadas de los Estados Unidos distribuyó por todo el mundo copias de vinilo impresas de las mismas para su retransmisión a las tropas en el campo de batalla. Se utilizaron procedimientos de edición de disco a disco para eliminar los anuncios incluidos en las transmisiones originales, y cuando el nombre de un patrocinador se adjuntaba al nombre del programa, también se eliminaba: "Lux Radio Theater", por ejemplo, se convirtió en "Su Radio Teatro". Aunque los discos eran propiedad del gobierno y se suponía que debían ser destruidos después de que hubieran cumplido su propósito, algunos se guardaron como recuerdos y muchos miles de ellos simplemente se tiraron en lugar de ser destruidos. Muchos de estos discos terminaron en manos de personas en busca de materiales de deshecho y de coleccionistas. A menudo, estos discos son la única forma en la que han sobrevivido las transmisiones que contienen, y son una de las razones por las que todavía existen en abundancia grabaciones de transmisiones de entretenimiento de la década de 1940.
Por ejemplo, entre las transmisiones en vivo conocidas que se conservaron en discos de transcripción lacados se incluye La guerra de los mundos (dramatizada como noticia de última hora por el programa The Mercury Theatre on the Air, dirigido por Orson Welles), emitida por la cadena de radio CBS el 30 de octubre de 1938.
Antes de que las grabadoras de cinta magnética estuvieran disponibles en los estados unidos, las transmisiones de conciertos de la Orquesta Sinfónica de la NBC se conservaban en discos de transcripción. Después de que su director Arturo Toscanini se retiró, transfirió muchas de estas grabaciones a una cinta, con la ayuda de su hijo Walter, y la mayoría finalmente se lanzaron en LP o CD.
En los Estados Unidos, NBC Radio continuó utilizando el formato de disco de 16 pulgadas para fines de archivo hasta principios de la década de 1970.

## Discos de transcripción
Un disco de transcripción es un disco fonográfico especial destinado a, o grabado desde, una transmisión de radio. A veces se le llama transcripción de emisión o transcripción de radio o se le conoce como plato, a veces también se le llama simplemente transcripción eléctrica, generalmente abreviado entre los profesionales de la radio como ET (por las siglas del término en inglés Electric Transcription).
Los discos de transcripción suelen tener un diámetro de 16 pulgadas (40 cm) y se grabaron a 33⅓ rpm. Ese formato fue estándar desde aproximadamente 1930 a 1960 y distingue físicamente la mayoría de las transcripciones de los registros destinados al uso doméstico, que rara vez tenían más de 12 pulgadas (30 cm) de diámetro y que hasta 1948 se registraban casi siempre a 78 rpm. Sin embargo, algunos antiguos programas de radio (hacia 1928-1931) se grabaron en conjuntos de discos de 12 pulgadas o incluso de 10 pulgadas (25 cm) a 78 rpm, y algunos programas de radio sindicados posteriores (hacia 1960-1990) se distribuyeron en discos de 12 pulgadas, discos de vinilo microsurcos de 33⅓ rpm visualmente indistinguibles de los discos ordinarios, excepto por la información de su etiqueta.
Algunos registros inusuales que no están relacionados con la transmisión a veces se describen erróneamente como "discos de transcripción" porque se grabaron en discos de acetato en blanco utilizados para la transcripción de transmisiones, o porque comparten alguna otra característica física con ellos. Los discos de transcripción no deben confundirse con los discos de banda sonora de goma laca de 16 pulgadas y 33⅓ rpm empleados desde 1926 hasta principios de la década de 1930 como base del audio para algunos sistemas de sonido de películas. También una fuente potencial de confusión son los discos de "transcripción de programas" de RCA Records, discos de 10 o 12 pulgadas a 33⅓ rpm impresos en goma laca y los vinilos "Victrolac" grabados a principios de la década de 1930. A pesar de su nombre sugerente, no se grabaron a partir de emisiones ni estaban destinados para su uso en transmisiones, sino que constituyeron un intento temprano y fallido de introducir discos de reproducción más larga a la velocidad de 33⅓ rpm para su uso doméstico.

### Tipos de discos
Los discos de transcripción son de dos tipos básicos: discos prensados y discos instantáneos.
Las grabaciones se crearon de la misma manera que los registros ordinarios. Se realizaba una grabación maestra un disco en blanco revestido de cera o un disco de acetato. Esta se sometía a un proceso de galvanización para producir una matriz de metal a partir de la que se prensaban varios discos idénticos en goma laca o vinilo en una prensa de discos. Aunque los primeros discos de transcripción se imprimieron en goma laca, a mediados de la década de 1930 se sustituyeron por los compuestos de vinilo, con menor ruido superficial. Estos discos se utilizaron para distribuir programación sindicada a estaciones de radio independientes, propósito que persistió mucho después del advenimiento de la grabación en cinta magnética, porque era más barato grabar y galvanizar un disco maestro y prensar 100 discos idénticos de alta calidad que hacer 100 copias de cinta de igual calidad.
Los discos instantáneos se denominan así porque se pueden reproducir inmediatamente después de la grabación sin ningún procesamiento adicional, a diferencia de los delicados discos maestros de cera que tenían que ser metalizados y prensados antes de que pudieran reproducirse de forma no destructiva. A finales de 1929, se estaban realizando grabaciones instantáneas mediante la indentación (en lugar de realizar una incisión) de una ranura dispuesta en la superficie de un disco de aluminio desnudo. Su calidad de sonido era inadecuada para fines de transmisión, y estaban pensados para patrocinadores e intérpretes que querían tener grabaciones de sus transmisiones, un lujo antieconómico y poco práctico en caso de usarse el procedimiento de masterización, metalizado y prensado en cera. Solo unas pocas transmisiones en vivo anteriores a 1930 se consideraron lo suficientemente importantes como para conservarlas en forma de discos prensables, y la mayoría de los discos de aluminio se reciclaron como chatarra durante la Segunda Guerra Mundial, por lo que los primeros años de la radio son conocidos hoy en día principalmente por los programas sindicados registrados en discos impresos, generalmente grabados en un estudio pequeño sin audiencia, en lugar de ser transcripciones de transmisiones locales y de la red en vivo.
A finales de 1934, se introdujo comercialmente un nuevo tipo de disco instantáneo. Consistía en un núcleo de aluminio recubierto con laca negra a base de nitrato de celulosa, aunque por razones que no están claras, pronto los profesionales de la radio lo llamaron disco de "acetato". Más adelante, durante la Segunda Guerra Mundial, cuando el aluminio era un material de guerra crítico, se utilizaron discos con núcleo de vidrio. En su lugar, se utilizaba un torno de grabación y un estilete de corte similar a un cincel, parecido a los que se utilizaban para grabar en cera. Con un disco en blanco de alta calidad, un estilete de corte y un torno, un ingeniero electrónico y de grabación podía obtener un registro con una calidad adecuada para la transmisión y prácticamente sin ruido de fondo, que se podía reproducir varias veces antes de que los efectos del desgaste comenzaran a ser evidentes. El nuevo medio pronto cubrió distintos propósitos en las estaciones locales, pero no en las cadenas, que tenían una política contra la transmisión de material pregrabado y utilizaban principalmente los discos para archivar "grabaciones de referencia" de sus transmisiones.
Los discos de transcripción estándar de 16 pulgadas de las décadas de 1930 y 1940 solían contener alrededor de 15 minutos de audio en cada cara, pero esto ocasionalmente se alargaba hasta los 20 minutos. A diferencia de los registros ordinarios, algunos se grabaron al revés, con el inicio de la grabación cerca de la etiqueta y el final cerca del borde del disco. La etiqueta generalmente indicaba si el disco tenía el inicio en el interior o el exterior del surco. Si no existía tal notación, se asumía que comenzaban en su lado externo. A partir de mediados de la década de 1950, algunos discos de transcripción comenzaron a emplear el "microsurco" usado por los LP de vinilo de 12 y 10 pulgadas a 33⅓ rpm, introducidos para uso doméstico en 1948, lo que permitió disponer cómodamente de 30 minutos de capacidad de grabación en cada cara de un disco de 16 pulgadas. Estos últimos discos se pueden reproducir con un tocadiscos moderno ordinario adecuado para los "LP"s. Los discos anteriores usaban un surco más grande, más cercano en tamaño al surco de un disco de goma laca típico de 78 rpm. El uso de un cabezal fonocaptor del tipo de "78" rpm para reproducir estos discos de "surco estándar" generalmente produce resultados mucho mejores y también protege contra el daño del surco que puede ser causado por la punta de una aguja demasiado pequeña que patina por el surco y puede arañar su superficie. Algunos ingenieros especializados en transferencia de audio mantienen una serie de agujas personalizados de tamaños intermedios y prueban brevemente el disco con cada una para encontrar la que produce los mejores resultados posibles.

## La desaparición de las transcripciones
A partir de la década de 1940, dos factores hicieron que disminuyese el uso de transcripciones en las estaciones de radio. Después de la Segunda Guerra Mundial, su uso disminuyó a medida que los pinchadiscos se volvieron más populares, lo que significó que las estaciones comenzaron a usar grabaciones comerciales más que en el pasado. La revista musical Billboard informaba en un artículo del 22 de noviembre de 1952 que "Las bibliotecas de transcripción han atravesado tiempos difíciles debido al hecho de que los discos han reemplazado en gran medida a los antiguos E.T.".
En la década de 1940, la disminución de la demanda hizo que los servicios de transcripción redujeran los derechos que pagaban a los propietarios de los derechos de autor de 15 a 10 dólares por melodía y año. Hacia 1952, una demanda aún menor dio lugar a negociaciones para que un porcentaje de las ventas brutas reemplazase la tarifa plana.
A finales de 1959, al menos dos empresas de servicios de transcripción habían cerrado y vendieron sus bibliotecas a una compañía que suministraba música de fondo grabada en cintas y discos. El comprador adquirió un total de aproximadamente 12.000 selecciones.
La cinta magnética y las grabadoras de cinta se hicieron populares en las estaciones de radio después de la Segunda Guerra Mundial, asumiendo las funciones para las que la grabación interna de discos de transcripción había servido. Las ventajas de la cinta incluyeron un menor costo, mayor fidelidad, más tiempo de grabación, posibilidad de reutilización después de borrar y facilidad de edición.